# Wilhelm Scheuchzer
Pour les articles homonymes, voir Scheuchzer.
Wilhelm Scheuchzer (24 mars 1803 - 28 mars 1866) était un peintre de paysages suisse. Il est né à Hausen am Albis et est mort à Munich.